# Natation aux Jeux africains de 1987
Navigation
Jeux africains 1978 Jeux africains 1991
Les compétitions de natation des  Jeux africains de 1987 ont comporté 32 épreuves.  La Tunisie a conservé sa suprématie grâce notamment à son trio d’exception Faten Ghattas, Samir Bouchlaghem et Senda Gharbi et à Nabil Ben Aissa qui a créé la surprise, aux 200 m brasse,  en battant le record d’Afrique de la spécialité, totalisant  17 titres sur 32.

## Médaillés

### Hommes
| Épreuves               | Or                               | Argent                          | Bronze                         |
| Nage libre             | Nage libre                       | Nage libre                      | Nage libre                     |
| ---------------------- | -------------------------------- | ------------------------------- | ------------------------------ |
| 50 m                   | Mohamed Youssef 24 s 43          | Samir Bouchlaghem               | Heath Wirthe Mohamed Diop      |
| 100 m                  | Mohamed Youssef 53 s 84          | Ilyes Mahfoudhia 54 s 55        | Vaughan Smith 54 s 62          |
| 200 m                  | Moustafa Amine 1 min 59 s 07     | Ibrahim Tamer                   | Sofiane Benchekour             |
| 400 m                  | Ibrahim Tamer 4 min 15 s 07      | Samir Bouchlaghem 4 min 16 s 14 | Fayçal Mbarek 4 min 16 s 16    |
| 1 500 m                | Samir Bouchlaghem 17 min 18 s 42 | Mohamed Maaroof 17 min 18 s 42  | Fayçal Mbarek 17 min 51 s 13   |
| Dos                    |                                  |                                 |                                |
| 100 m                  | Moustafa Amine 1 min 1 s 57      | Sofiane Benchekour              | Imed Shafei                    |
| 200 m                  | Sofiane Benchekour 2 min 13 s 59 | Imed Shafei 2 min 16 s 39       | Mohamed Zouaoui 2 min 18 s 12  |
| Brasse                 |                                  |                                 |                                |
| 100 m                  | Ayman Nadim 1 min 11 s 75        | Tarek Khalafallah               | Abdelhakim Daoud               |
| 200 m                  | Nabil Ben Aissa 2 min 31 s 33    | Hakim Chaouachi 2 min 37 s 60   | Abdelhakim Daoud 2 min 38 s 46 |
| Papillon               |                                  |                                 |                                |
| 100 m                  | Ahmed Ghanem 58 s 96             | Mohamed Samy 1 min 0 s 30       | Graham Thompson 1 min 0 s 52   |
| 200 m                  | Samir Bouchlaghem 2 min 9 s 21   | Ahmed Ghanem                    | Imed Bouchlaghem               |
| Quatre nages           |                                  |                                 |                                |
| 200 m                  | Samir Bouchlaghem 2 min 16 s 48  | Imed Shafei 2 min 19 s 00       | Ibrahim Tamer 2 min 19 s 28    |
| 400 m                  | Samir Bouchlaghem 4 min 54 s 61  | Ibrahim Tamer 4 min 59 s 78     | Imed Shafei 5 min 4 s 49       |
| Relais                 |                                  |                                 |                                |
| 4 × 100 m nage libre   | Égypte 3 min 39 s 25             | Algérie 3 min 40 s 84           | Tunisie 3 min 44 s 01          |
| 4 × 200 m nage libre   | Égypte 8 min 8 s 46              | Tunisie 8 min 16 s 23           | Algérie 8 min 19 s 37          |
| 4 × 100 m quatre nages | Égypte 4 min 5 s 73              | Algérie 4 min 8 s 52            | Tunisie 4 min 11 s 21          |

### Femmes
| Épreuves               | Or                                    | Argent                                 | Bronze                                         |
| Nage libre             | Nage libre                            | Nage libre                             | Nage libre                                     |
| ---------------------- | ------------------------------------- | -------------------------------------- | ---------------------------------------------- |
| 50 m                   | Senda Gharbi 27 s 43                  | Bako Ratsifandrihamanana 27 s 99       | Hela Ghazi 28 s 68                             |
| 100 m                  | Senda Gharbi 58 s 33                  | Faten Ghattas 1 min 0 s 1              | Bako Ratsifandrihamanana                       |
| 200 m                  | Senda Gharbi 2 min 10 s 40            | Faten Ghattas 2 min 10 s 47            | Sherwet Hafiz 2 min 11 s 89                    |
| 400 m                  | Sherwet Hafiz 4 min 34 s 70           | Faten Ghattas 4 min 35 s 29            | Souad Allim 4 min 42 s 49                      |
| 800 m                  | Souad Allim 9 min 34 s 30             | Sherwet Hafiz                          | Laila Ouassar                                  |
| Dos                    |                                       |                                        |                                                |
| 100 m                  | Bako Ratsifandrihamanana 2 min 9 s 85 | Storme Moodie 1 min 11 s 57            | Sherwet Hafiz 1 min 11 s 99                    |
| 200 m                  | Faten Ghattas 2 min 31 s 56           | Storme Moodie 2 min 36 s 97            | Nevine Morgan 2 min 37 s 56                    |
| Brasse                 |                                       |                                        |                                                |
| 100 m                  | J. Dorwoo 1 min 21 s 42               | Bako Ratsifandrihamanana 1 min 22 s 53 | Mammah Enuwozo Ngozi 1 min 22 s 54             |
| 200 m                  | Faten Ghattas 2 min 56 s 19           | Myriam Ben Younes 2 min 57 s 50        | Vola Hanta Ratsifa Andrihamanana 2 min 58 s 05 |
| Papillon               |                                       |                                        |                                                |
| 100 m                  | Faten Ghattas 1 min 6 s 68            | Sherwet Hafiz 1 min 6 s 99             | Bako Ratsifandrihamanana 1 min 7 s 04          |
| 200 m                  | Faten Ghattas 2 min 25 s 87           | Sherwet Hafiz 2 min 26 s 87            | Nedjma Baizid 2 min 29 s 94                    |
| Quatre nages           |                                       |                                        |                                                |
| 200 m                  | Faten Ghattas 2 min 28 s 28           | Bako Ratsifandrihamanana               | Senda Gharbi                                   |
| 400 m                  | Faten Ghattas                         | Bako Ratsifandrihamanana               | Nevine Morgan                                  |
| Relais                 |                                       |                                        |                                                |
| 4 × 100 m nage libre   | Tunisie 4 min 8 s 94                  | Égypte 4 min 11 s 68                   | Algérie 4 min 14 s 60                          |
| 4 × 100 m nage libre   | Tunisie                               | Zimbabwe                               | Égypte                                         |
| 4 × 100 m quatre nages | Tunisie 4 min 44 s 17                 | Algérie                                | Zimbabwe                                       |

## Tableau des médailles
| Rang | Nation     | Or | Argent | Bronze | Total |
| ---- | ---------- | -- | ------ | ------ | ----- |
| 1    | Tunisie    | 17 | 7      | 5      | 29    |
| 2    | Égypte     | 11 | 12     | 9      | 32    |
| 3    | Algérie    | 2  | 6      | 10     | 18    |
| 4    | Madagascar | 1  | 4      | 3      | 7     |
| 5    | Zimbabwe   | 1  | 3      | 4      | 8     |
| 6    | Sénégal    | 0  | 0      | 1      | 1     |
| 6    | Nigeria    | 0  | 0      | 1      | 1     |
|      | Total      | 32 | 32     | 33     | 97    |

## Source
- « Résultats des Jeux africains », La Presse de Tunisie du 4 au 12 août 1987.